# Pibor (flod)
Piborfloden er en flod der løber i det østlige Sydsudan, og er en del af Sydsudans grænse til Etiopien. Fra sin udspring nær Pibor Post løber den omkring 320 km mod nord, og løber sammen med Barofloden og danner Sobatfloden, som er en biflod til Den Hvide Nil.
Pibor og dens bifloder dræner et afvandingsområde på 1137.130 km2. Flodens gennemsnitlige vandføring ved dens udmunding er 186,3 m³/sek.

## Flodens løb
Pibor dannes af forskellige vandløb, der mødes ved Pibor Post, en forpost fra kolonitiden, oprettet i 1912 og oprindeligt kaldet Fort Bruce. Pibor løber nordpå og modtager Akabo nær Akobo. Den fortsætter mod nord og modtager Gilo- og Bela-floderne på højre side, hvorefter den mødes med floderne Gilo og Baro og danner Sobatfloden.

## Vandføring
Floderne Pibor, Baro, Gilo og Akobo afvander alle det etiopiske højland. Baro-floden er langt den største og bidrager med 83% af den samlede vandmængde, der løber ud i Sobat-floden. I regntiden, mellem juni og oktober, bidrager Baro-floden alene, med omkring 10% af Nilens vand, ved Aswan i Egypten. I modsætning hertil har disse floder meget lav vandføring i den tørtiden.

## Historie
Grænsen mellem Sudan og Etiopien blev defineret for regionen nær Baro/Openo-floden i 1899 af major HH Austin og major Charles W. Gwynn fra de britiske Royal Engineers. De vidste intet om landet, dets indbyggere eller deres sprog og manglede forsyninger. I stedet for at definere en linje baseret på etniske grupper og traditionelle territorier, foreslog de blot at trække linjen ned midt i Akobo-floden og dele af Pibor- og Baro-floderne. Denne grænse blev videreført i den anglo-etiopiske traktat fra 1902, hvilket resulterede i et område i den etiopiske Gambela-region kaldet Baro/Openo Salient, som var tættere forbundet med Sydsudan end Etiopien, både med natur og befolkning. Baro Salient blev brugt som et fristed af sudanesiske oprørere under landets lange borgerkrige. Det var vanskeligt for Sudan at udøve autoritet over en region, der er en del af Etiopien, og Etiopien var tilbageholdende med at overvåge denne afsidesliggende region og blive involveret i Sudans interne konflikter.

## Yderligere læsning
- CRKB, "Korrespondance: Pibor-floden", Sudan Notes and Records, 4 (1922), s. 237 – 240.